# Araneus ventriosus
Araneus ventriosus este o specie de păianjeni din genul Araneus, familia Araneidae. A fost descrisă pentru prima dată de Urquhart, 1891.
Este endemică în Tasmania. Conform Catalogue of Life specia Araneus ventriosus nu are subspecii cunoscute.